# Louceny Fofana
Pour les articles homonymes, voir Fofana.
Louceny Camara  décède le 3 mai 2020 à Conakry, est un député et homme politique guinéen.
Deuxième vice-président de la guinéen d'avril à mai 2020,.

## Parcours Politique
Loucény Camara est député à l’assemblée nationale en 2020 lors de la dernier législation de mars 2020,. Il était le 2e vice-président de la 9eme législative de la république de Guinée sous la présidence Alpha Condé jusqu’à sont décès en mai 2020 avant d'être remplacé par Fodé soumah.